# Claus Michael Møller
Pour les articles homonymes, voir Møller.
Claus Michael Møller, né le 3 octobre 1968 à Hjørring, est un coureur cycliste danois. Professionnel de 1995 à 2007, il remporte notamment une étape du Tour d'Espagne 2001, qu'il termine à la huitième place.

## Palmarès

### Palmarès amateur
- 1987
  - 2e du championnat du Danemark du contre-la-montre amateurs
- 1988
  -  Champion du Danemark sur route amateurs
- 1990
  - Champion des Pays nordiques sur route
  - 1rea étape du Tour de Normandie (contre-la-montre)
- 1991
  -  Champion du Danemark du contre-la-montre amateurs
- 1992
  -  Champion du Danemark du contre-la-montre par équipes amateurs
  - Grand Prix Herning
  - 2e du championnat du Danemark sur route amateurs
  - 3e du championnat des Pays nordiques du contre-la-montre par équipes
- 1993
  - Champion des Pays nordiques du contre-la-montre par équipes[n 1]
  -  Champion du Danemark du contre-la-montre
  - 3e étape du New Zealand Post Tour
  - Trofeo San Saturio
- 1994
  - Premio Ega Pan
  - Tour d'Estrémadure :
    - Classement général
    - Une étape

  - Prueba San Juan
  - Tour de Zamora :
    - Classement général
    - 3e étape

  - Euskadiko Mendiko Saria
  - Trofeo Promoción Tarazona
  - Trofeo CC Segurako
  - 3e du Rapport Toer
- 1995
  - Baby Tour d'Espagne :
    - Classement général
    - 1re et 7e étapes

  - Subida a Gorla
  - Mémorial Valenciaga
  - 6e étape du Tour d'Estrémadure
  - Premio Nuestra Señora de Oro
  - 2e de la Rutas de América

### Palmarès professionnel
| - 1995 - 3e étape du Tour de Castille-et-León - 3e du Tour de Castille-et-León - 1999 - Trofeo Alcudia - 3e du Challenge de Majorque - 2000 - Tour de l'Alentejo : - Classement général - 4e étape - Grande Prémio Sport Noticias : - Classement général - 5e étape - 3eb étape du Trophée Joaquim Agostinho (contre-la-montre) - 7e étape du Tour du Portugal - 2e du Tour du Portugal - 3e du Grand Prix Jornal de Noticias - 2001 - Grande Prémio RLVT : - Classement général - 4e étape (contre-la-montre) - 15e étape du Tour d'Espagne - Subida al Naranco - 8e du Tour d'Espagne | - 2002 - Tour du Portugal : - Classement général - 9e et 13e (contre-la-montre) étapes - 3e du Tour de la Communauté valencienne - 2003 - Tour de l'Algarve : - Classement général - 4e étape (contre-la-montre) - 4e étape du Grand Prix Mosqueteiros - Rota do Marquês (contre-la-montre) - 11e étape du Tour du Portugal (contre-la-montre) - 2e du Tour du Portugal - 3e du Grand Prix Mosqueteiros - Rota do Marquês - 6e de Paris-Nice - 2005 - 10e étape Tour du Portugal (contre-la-montre) |  |

## Résultats sur les grands tours

### Tour de France
1 participation
- 2004 : 70e

### Tour d'Espagne
8 participations
- 1995 : 38e
- 1996 : 45e
- 1997 : abandon (13e étape)
- 1998 : 25e
- 2001 : 8e, vainqueur de la 15e étape
- 2002 : 12e
- 2003 : 33e
- 2004 : 80e

### Tour d'Italie
2 participations
- 1996 : 97e
- 1998 : 17e

## Récompenses
- Cycliste danois de l'année en 2001